# 라아세베다
라아세베다(스페인어: La Acebeda)는 스페인 중부에 있는 마드리드 지방의 도시이자 지방 자치체이다. 62명의 인구가 거주하고 있다 (INE, 2011년 기준).